# Apachekolos invasus
Apachekolos invasus är en tvåvingeart som beskrevs av Scarbrough och Perez-gelabert 2005. Apachekolos invasus ingår i släktet Apachekolos och familjen rovflugor. Inga underarter finns listade i Catalogue of Life.